# Amantle Montsho
Amantle Montsho (Maun, 4 de julho de 1983) é uma ex-velocista de Botswana, campeã mundial dos 400 m rasos em Daegu 2011. 
Sua medalha foi a primeira de seu país em um Campeonato Mundial de Atletismo. Ela também foi a primeira botsuana a representar o país nos Jogos Olímpicos. Em 2014, durante a disputa dos Jogos da Comunidade Britânica em Glasgow, ela testou positivo para dimetilamilamina, um descongestionante nasal considerado doping pela Agência Mundial Antidoping, sendo suspensa por dois anos pela federação de seu país, o que fez com que encerrasse sua carreira no atletismo.